# Meister des Dreux Budé

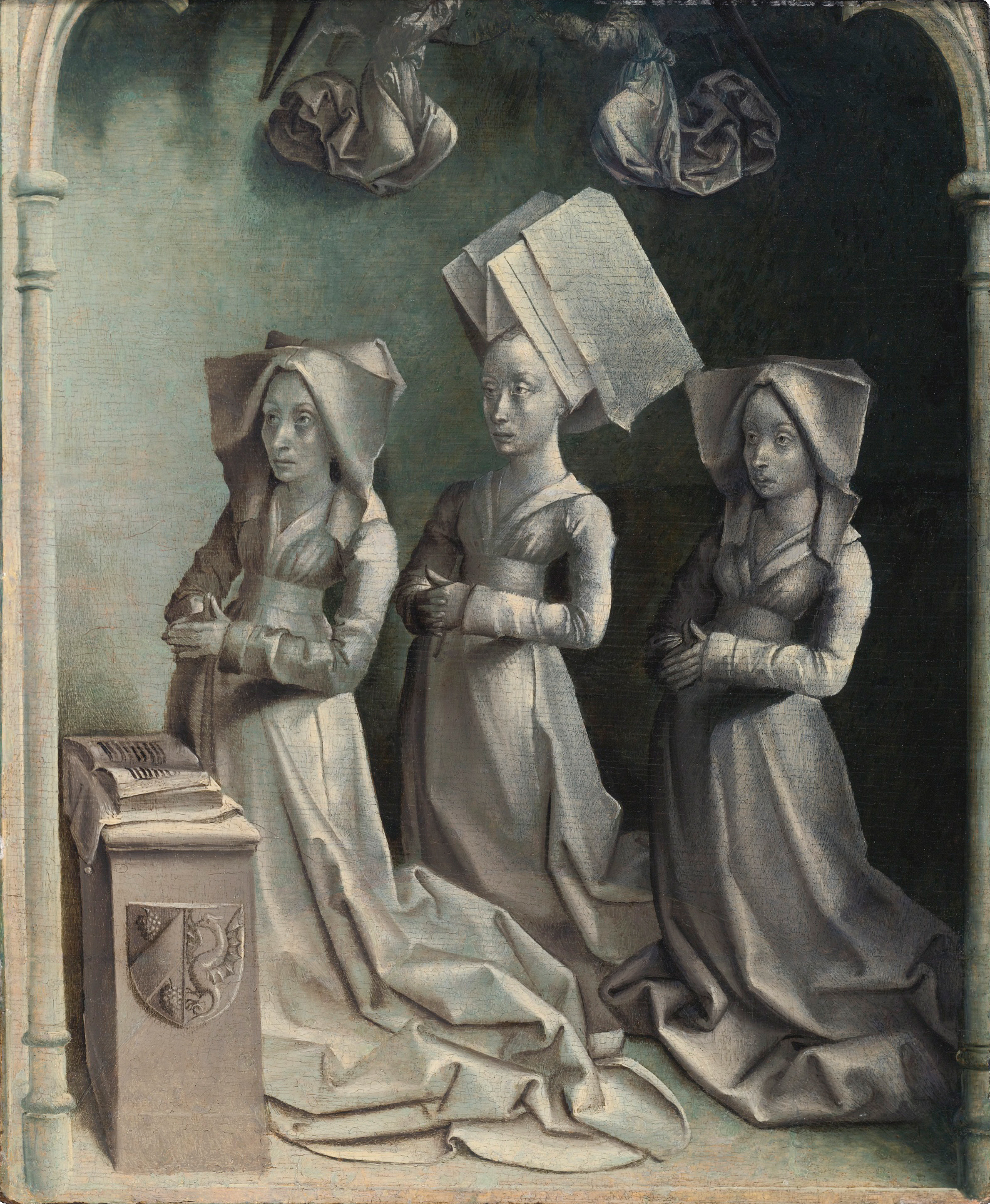
Jeanne Peschard und Töchter, Jacquette und Catherine Budé (Meister des Dreux Budé Triptych)

Als Meister des Dreux Budé (fr. Maitre de Dreux Budé) wird ein namentlich nicht sicher bekannter Tafelbild- und Buchmaler bezeichnet, der in Paris zwischen 1450 und 1480 tätig war. Er erhielt seinen Notnamen nach seinem Triptychon, gestiftet von Dreux Budé, Vogt von Paris von 1452–1456.
Der Mittelteil des Altars ist heute im J. Paul Getty Museum in Los Angeles zu finden, die beiden Flügel mit den Bildern der Stifter in anderen Kollektionen. Sein Stil ist stark von dem des Rogier van der Weyden geprägt.
Das Werk des Meisters zeigt die Wiederbelebung der Malerei in Paris durch Auftraggeber aus dem französischen Adel nach Abzug der englischen Truppen am Ende des Hundertjährigen Kriegs, während deren Besetzung die wenigen verbliebenen Buchmaler wie der Bedford-Meister für englische Auftraggeber tätig waren.

## Identifizierung
Es wird vorgeschlagen, im Meister des Dreux Budé den flämischen Maler André d’Ypres zu sehen, der etwa zeitgleich in Frankreich tätig war. Auch wird vorgeschlagen, dass der Meister des Dreux Budé der Maler der Kreuzigung im Parlement de Paris von 1452 sein könnte.

## Einfluss
Der Meister von Coëtivy ist eventuell aus der Schule oder dem Umfeld des Meisters von Dreux Budé hervorgegangen.

## Werke
- Kreuzigung.(Mittelteil des Altars von Dreux Budé). The J. Paul Getty Museum. Los Angeles 79.PB.177
- Auferstehung Christi (mit der Hl, Katharina und der Stifterin Jeanne Peschard, Ehefrau des Dreux Budé und Kindern Jacquette und Catherine) (Flügel des Altars des Dreux Budé). Montpellier, Musée Fabre Inv Pe. 892.4.7
- Gefangennahme Christi (mit dem Hl. Christopherus und Dreux I Budé mit Sohn Jean) (Flügel des Altars des Dreux Budé). Bremen, Kollektion Bischoff